# Octave (米米CLUBのアルバム)
『Octave』（オクターヴ）は、米米CLUBの8枚目のアルバム。1992年6月25日リリース。発売元はSony Records（現・ソニー・ミュージックレコーズ）。

## 概要
カールスモーキー石井（石井竜也）プロデュースの8thアルバム。先行シングル「君がいるだけで」が当時の歴代1位となる大ヒットを記録したこともあり、累計売上は約200万枚と米米CLUBのアルバムとしては最高の売上を記録した。
本作は先行シングル曲「君がいるだけで」と同様、米米のダンサーチーム「SUE CREAM SUE」のメンバーで石井の実妹であるMINAKO（石井美奈子）と、米米のホーンセクション「BIG HORNS BEE」のリーダーでサックス担当のフラッシュ金子（金子隆博）の結婚を祝うために作られたコンセプト・アルバムである。
それまでの米米のアルバムとは違い、毒気やふざけた曲が含まれない、ポップなアルバムとなった。結婚をテーマとした楽曲「Ó・ME・DE・TORE」や、MINAKOがヴォーカルの楽曲「心のままに」が収録されている。
初回限定仕様として、ブックレット表紙の文字が金箔仕上げになっている。

## チャート成績
本作は1992年7月6日および7月13日付けのオリコンチャートにて2週連続1位を獲得、売り上げ枚数は同年11月23日付けで184.6万枚となった。その後同チャートの登場回数は33回となり、最終的な売り上げ枚数は194.9万枚となった。
本作が初登場1位を獲得した週に「君がいるだけで」が通算6週目の1位を獲得したため、同じ週のシングル・アルバム両チャートで1位を獲得することとなった。

## 収録曲
| 全作詞・作曲: 米米CLUB。 |                              |           |            |                  |      |
| #                        | タイトル                     | 作詞      | 作曲・編曲 | 編曲             | 時間 |
| 1.                       | 「Tomorrow is another day」  | 米米CLUB  | 米米CLUB   | 有賀啓雄         | 5:58 |
| 2.                       | 「君がいるだけで」           | 米米CLUB  | 米米CLUB   | 米米CLUB・中村哲 | 4:38 |
| 3.                       | 「NICE TO MEET YOU」         | 米米CLUB  | 米米CLUB   | ホッピー神山     | 4:47 |
| 4.                       | 「春雷 coup de foudre」      | 米米CLUB  | 米米CLUB   | 三沢またろう     | 3:43 |
| 5.                       | 「愛 Know マジック」         | 米米CLUB  | 米米CLUB   | 米米CLUB         | 4:22 |
| 6.                       | 「ときめき」                 | 米米CLUB  | 米米CLUB   | 金子隆博         | 4:51 |
| 7.                       | 「愛はつづいてる」           | 米米CLUB  | 米米CLUB   | 中崎英也         | 5:00 |
| 8.                       | 「恋人たちの想い出」         | 米米CLUB  | 米米CLUB   | 桑野聖・金子隆博 | 5:07 |
| 9.                       | 「Ó・ME・DE・TORE」          | 米米CLUB  | 米米CLUB   | 奈良部匠平       | 5:07 |
| 10.                      | 「ラリホー王」               | 米米CLUB  | 米米CLUB   | 奈良部匠平       | 5:11 |
| 11.                      | 「Eことあるサ」              | 米米CLUB  | 米米CLUB   | 得能律郎         | 4:03 |
| 12.                      | 「心のままに」(Vocal:MINAKO) | 米米CLUB  | 米米CLUB   | 和田薫           | 7:27 |
| 合計時間:                | 合計時間:                    | 合計時間: | 60:14      |                  |      |

### 楽曲解説
1. Tomorrow is another day
  - 1992年のライブ「SHARISHARISM DECADENCE　魅惑の歌謡ショー　素顔のママ」編・2012年のライブ「天然-NATURAL-」では冒頭部分が『ハレルヤ』という独立楽曲として演奏されている。
  - 石井は発売当時の雑誌「CDでーた」のインタビューにて「本来は冒頭の『ハレルヤ』を独立させたかったんだけど、独立させると13曲という縁起の悪い数字になるし、CDの発売金額が上がってしまう。なのでギリギリまでエディットしてこの形に収めたんだ」と話している。
2. 君がいるだけで
3. NICE TO MEET YOU
4. 春雷 coup de foudre
5. 愛 Know マジック
6. ときめき
7. 愛はつづいてる
  - ドラムスの坂口良治と妻の斉藤久美（AMAZONS）をイメージして作詞・作曲された。
8. 恋人たちの想い出
9. Ó・ME・DE・TORE
10. ラリホー王
11. Eことあるサ
12. 心のままに